# Джуд (фильм)
«Джуд» (англ.  Jude) — английская экранизация последнего романа Томаса Харди «Джуд Незаметный» (Jude the Obscure, 1895), снятая режиссёром Майклом Уинтерботтомом в 1996 году. Главные роли в кинокартине исполнили Кристофер Экклстон, Кейт Уинслет и Лиам Каннингем. 10 сентября 1996 года лента была представлена на международном кинофестивале в Торонто (Канада).

## Сюжет
Любовь не всегда приносит радость и наполняет жизнь яркими красками. Порой это светлое чувство, подобно урагану, оставляет после себя лишь руины. Именно такая разрушительная страсть однажды ворвалась в размеренное существование Джуда Фоули (Кристофер Экклстон). В юности парень из бедной семьи мечтает о богатстве и хорошем образовании; жизнь же заставляет работать каменщиком и жениться на нелюбимой девушке (Рэйчел Гриффитс). При первой же возможности Джуд отправляется в город, чтобы осуществить свою давнюю мечту — поступить в университет. Во время этой поездки происходит судьбоносная встреча с кузиной Сью (Кейт Уинслет). Девушка так же не свободна и несчастна в браке (Лиам Каннингем). Несмотря на своё родство, молодые люди решаются связать свои судьбы. И тут на их плечи обрушиваются всевозможные несчастья…

## Отзывы
По мнению американского киноведа Роджера Эберта, положительно отметившего игру Кейт Уинслет, роль Сью Брайхед позволила актрисе продемонстрировать весь свой актёрский потенциал. В свою очередь, Кристофер Экклстон, воплотивший на экране Джуда Фоули, в интервью 2011 года для «The Arts Desk» так прокомментировал своё участие в этой работе: «Изо всех тех фильмов, что я снялся, „Джуд“ — именно тот, за который я буду стоять горою, и мне хотелось бы, чтобы зрители к нему возвращались. Все остальные — многие множества».